# Nagybakónak
Nagybakónak est un village et une commune du comitat de Zala en Hongrie.